# Coentreprise
Une coentreprise, également appelée une entreprise commune, une entreprise en participation ou un(e) joint-venture (anglicisme régulièrement utilisé en français), est un accord passé entre deux ou plusieurs entreprises qui acceptent de poursuivre ensemble un but précis pour une durée limitée. Le terme joint venture est issu du vocabulaire du droit anglo-saxon où il a d'abord été utilisé.
Les objectifs d'une coentreprise peuvent être les suivants :
- laboratoire de recherche conjointe sur une technologie (par exemple, aimants supraconducteurs) ;
- exploitation d'un site de production commun, ou d'un processus critique de production mutualisé (par exemple, exploitation d'une voie ferrée privée) ;
- promotion de produits distincts mais complémentaires dans un réseau de distribution élargi (par exemple, voiture, assurance et financement) ;
- mise en commun d'activités complètes qui seules n'auraient pas une part de marché suffisante (proche de la fusion).

La coentreprise est une forme d'association souple qui peut prendre des formes extrêmement diverses et n'entraîne pas nécessairement la création d'une entité dotée de la personnalité juridique. Elle est cependant gérée par un contrat précis qui précise ses objectifs, ses moyens et ses règles de fonctionnement.

## Buts
Une entreprise désirant investir dans un projet financièrement lourd ou risqué peut choisir de s'associer, avec une ou plusieurs autres entreprises également intéressées par le projet, afin de tirer profit des avantages suivants :
- partage des investissements ;
- partage des risques relatifs au projet ;
- désengagement progressif d'une filière industrielle (ou l'inverse) ;
- mutualisation d'une infrastructure pour en assurer la neutralité, (par exemple. pipeline sous un aéroport).

La coentreprise nécessite une bonne entente entre les partenaires sur son fonctionnement et une vision stratégique commune sur son développement afin d'assurer la viabilité du projet.

## Enjeux
Les coentreprises ont souvent une durée de vie limitée. Leur existence tient au rôle bien précis qui leur a été assigné, souvent pour une alliance entre les entreprises qui les ont créées. Elles sont très utilisées dans les industries pétrolière et cinématographique. En se regroupant, elles mettent en commun leurs connaissances, leurs technologies ou leurs ressources pour ainsi atteindre des objectifs qu'elles ne pourraient avoir, ou difficilement si elles étaient seules. Cela peut également être un moyen pour une entreprise de stopper progressivement une de ses activités.
Si l'alliance n'atteint pas ses objectifs, ou si sa gestion devient trop difficile, il peut arriver que des actionnaires veuillent quitter l'entreprise commune. Cela peut occasionner des tensions et mettre en péril le succès de l'alliance. Il est donc important de prévoir dans les statuts de la coentreprise des procédures de sortie (appelées « clauses de divorce ») pour chacune des parties.
Une joint venture peut permettre à l'investisseur d'accéder à un marché national relativement fermé. Le pays où a lieu l'investissement tire aussi profit du système, en accédant notamment à de nouvelles techniques ou à des transferts de savoirs. C'est par exemple le cas en Chine, où les joint venture associent souvent pour moitié une entreprise étrangère et une entreprise pouvant être proche des autorités locales, surtout s'il s'agit d'une entreprise d'État.

## Risques
Les coentreprises sont des formes risquées de partenariats d’affaires. La littérature en sciences de gestion a prêté attention à différents facteurs de conflit et d’opportunisme dans les coentreprises, en particulier l’influence de la structure de contrôle des parents, le changement de propriété et l’environnement instable. De façon plus générale, les coentreprises impliquent une part de risque significative liée à des résultats négatifs potentiels, à des comportements contraires à l’éthique et à des organisations mal intentionnées.

## Droit par État

### Droit français
En droit français, elle peut par exemple être assimilée à une société en participation (SEP).

### Droit québécois
En droit québécois, la coentreprise peut être qualifiée de contrat de société, de contrat d’affiliation ou de contrat innommé (sui generis). La coentreprise n'est pas toujours une société en participation, mais elle pourrait en être une si les trois critères de l'article 2186 du Code civil du Québec sont remplis : apport, intention de s'associer et partage des bénéfices.

### États de common law
En common law, toute création par une entreprise d'une nouvelle entité n'a pas automatiquement la personnalité juridique mais peut néanmoins être considérée comme une coentreprise.

## Coentreprise internationale

### Introduction
La création de co-entreprises internationales est fonction de la législation en vigueur dans les pays d'accueil. Elle peut être un passage souhaité pour accélérer son implantation locale, ou un point de passage obligé si la législation locale n'offre pas d'autres solutions de s'implanter aux industriels étrangers. La création de joint venture est souvent conçue par le pays d'accueil comme un moyen privilégié d'accélérer les transferts de compétence et de technologie, tout en évitant que des pans entier de son industrie basculent sous le contrôle d'opérateurs étrangers. On observe généralement un assouplissement de ces contraintes, à mesure que l'économie locale accélère son développement. Il existe cependant des cas où même si le partenaire local conserve une seule action (minoritaire), la détention de cette action lui donne des droits comparables à ceux qui résulteraient d'une co-entreprise (par exemple, approuver la nomination des dirigeants ou certains investissements).

### Chine
En Chine, la coentreprise sino-étrangère de capitaux propres est la forme la plus utilisée, elle est née de l'obligation pour les investisseurs étrangers de s'associer à un partenaire chinois. C'est une société à responsabilité limitée, c'est-à-dire que les investisseurs et le directeur ne sont pas eux-mêmes responsables des dettes de la société. Une coentreprise chinoise peut ainsi acheter des terres, construire des bâtiments, ou employer des Chinois. Normalement, elle est fondée pour 30 ou 50 ans. La coentreprise peut être faite avec une entreprise chinoise. Chaque partie doit apporter au moins 25 % de l'investissement. L'investissement minimum est de 100 000 RMB et doit être fait sous une forme monétisable. Le directoire est composé d'au moins trois personnes.